# Mattertal
Das Mattertal (auch Nikolaital genannt, französisch Vallée de Saint-Nicolas oder Vallée de Zermatt) ist eines der linken (südlichen) Seitentäler des Rhonetals im Wallis, Schweiz. Es ist eines der Täler, die sich nach Süden tief in die Walliser Alpen, bis an den Alpenhauptkamm (dort zugleich Grenzkamm zwischen der Schweiz und Italien) eingeschnitten haben und sich nach Norden zur Rhone (walliserdeutsch Rotten), der geographischen Hauptachse des Wallis, hin öffnen. Drei der vier höchsten Bergmassive der Alpen liegen in der Umrandung des Tals.

## Geographie

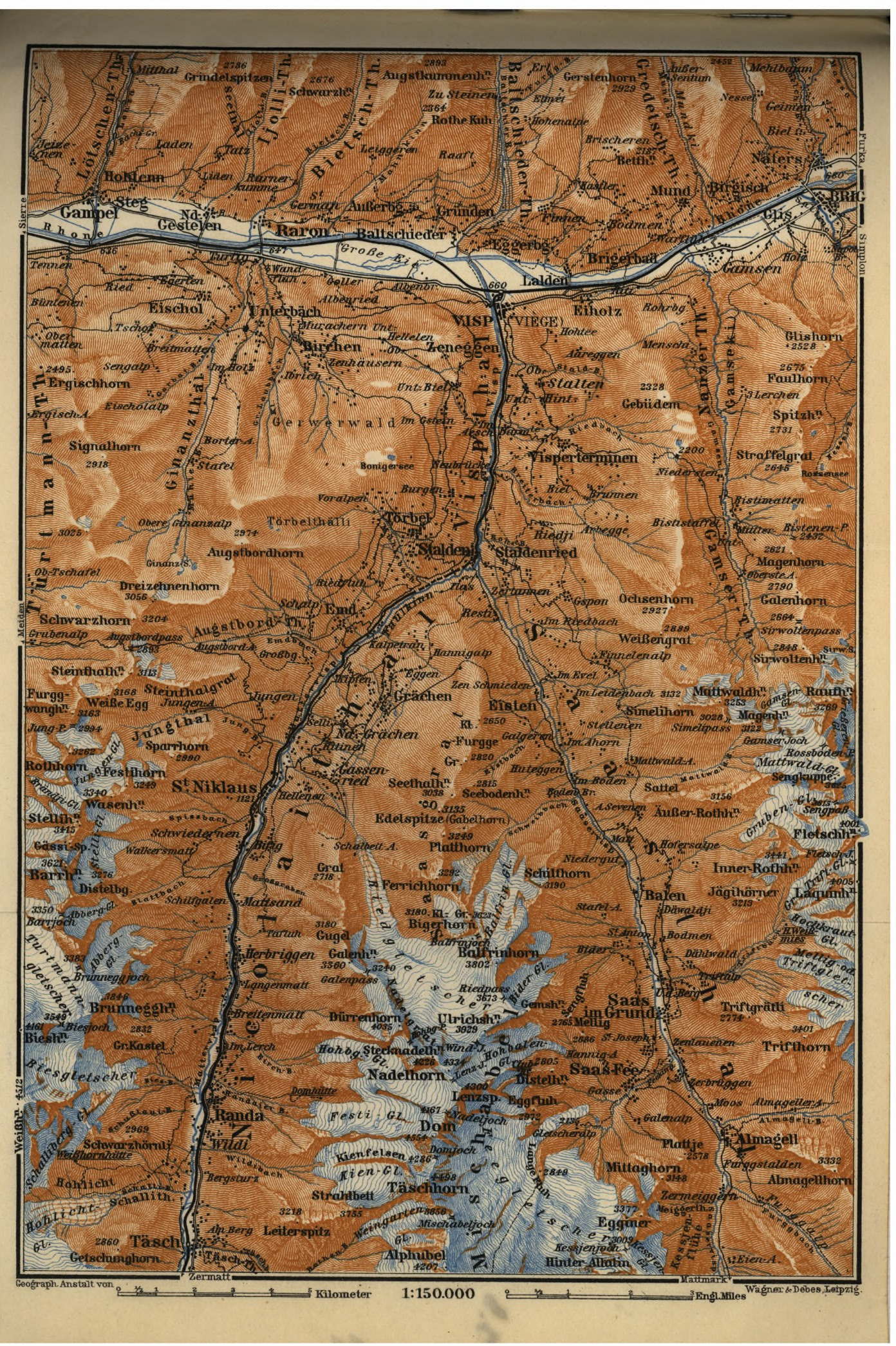
Mattertal («Nicolaithal») und «Saasthal» auf einer Karte im Baedeker-Reiseführer aus dem Jahr 1905. Der oberste (hinterste) Abschnitt des Mattertals südlich von Täsch fehlt.

### Allgemeine Topographie
Das annähernd in Nord-Süd-Richtung verlaufende Mattertal liegt im deutschsprachigen Oberwallis. Es erstreckt sich als westlicher Zweig des Vispertals (oder westliches der beiden oberen/hinteren Vispertäler) über gut 25 Kilometer von Stalden bis knapp oberhalb Zermatt, wo es sich in zwei kurze, in Ost-West-Richtung verlaufende Hochtäler teilt. Das westliche Hochtal wird an seinem oberen Ende von der Front des Zmuttgletschers an der Nordflanke des Matterhorns begrenzt, das östliche von der Front des Findelgletschers an der Nordwestflanke des Monte Rosa. Das Tal wird entwässert von der Mattervispa, die bei Stalden mit der Saaser Vispa aus dem östlich benachbarten Saastal zur Vispa zusammenfliesst, die bei Visp in die Rhone mündet.
Der tiefste Punkt des Mattertals liegt auf 723,5 m ü. M. am unteren Ende des Tals bei Stalden. Mehrere Gipfel der Berge, die das Tal von drei Seiten umschliessen, erheben sich auf über 4500 m. Davon sind der Dom im Osten und das Weisshorn im Westen die einzigen, die nicht auf dem Alpenhauptkamm liegen. Der Dom ist zudem der Hauptgipfel des Mischabel-Massivs, des dritthöchsten Bergmassivs der Alpen, und das Weisshorn ist der Hauptgipfel des vierthöchsten Bergmassivs der Alpen. Das wesentlich bekanntere Matterhorn liegt zwar auf dem Hauptkamm, bleibt mit 4478 m allerdings knapp unterhalb der 4500er-Marke. Der höchste Punkt über dem Tal ist mit 4634 m die Dufourspitze, der Hauptgipfel des Monte Rosa und zugleich höchster Gipfel der Schweiz. Somit schneidet sich das Mattertal in die nach dem Mont-Blanc-Massiv höchsten Bergmassive des Alpenbogens ein, was in einem Höhenunterschied von 3910 m zum Ausdruck kommt. Mit diesem Rekordwert wird das Mattertal im Guinness-Buch der Rekorde als «tiefstes Tal der Alpen» und somit auch «tiefstes Tal der Schweiz» geführt. Während der Weihnachtszeit 1998 wurde der 36,8 Meter hohe mittelalterliche Kirchturm von St. Niklaus unter dem Slogan «der grösste Nikolaus der Welt im tiefsten Tal der Schweiz» als Nikolaus eingekleidet.

### Berggipfel in der Talumrandung
Von den insgesamt 82 Viertausender-Gipfeln der Alpen umgeben die nachfolgenden 33 das Mattertal. Es weist damit die höchste Konzentration von Viertausendern in den Alpen auf. Allein der Monte Rosa in der südöstlichen Umrandung des Tals besitzt insgesamt neun Gipfel über viertausend Meter, von denen drei allerdings jenseits des Hauptkammes auf der italienischen Seite liegen. Die folgende Aufzählung beginnt mit dem höchsten Gipfel, der Dufourspitze und endet mit dem niedrigsten, dem Allalinhorn.

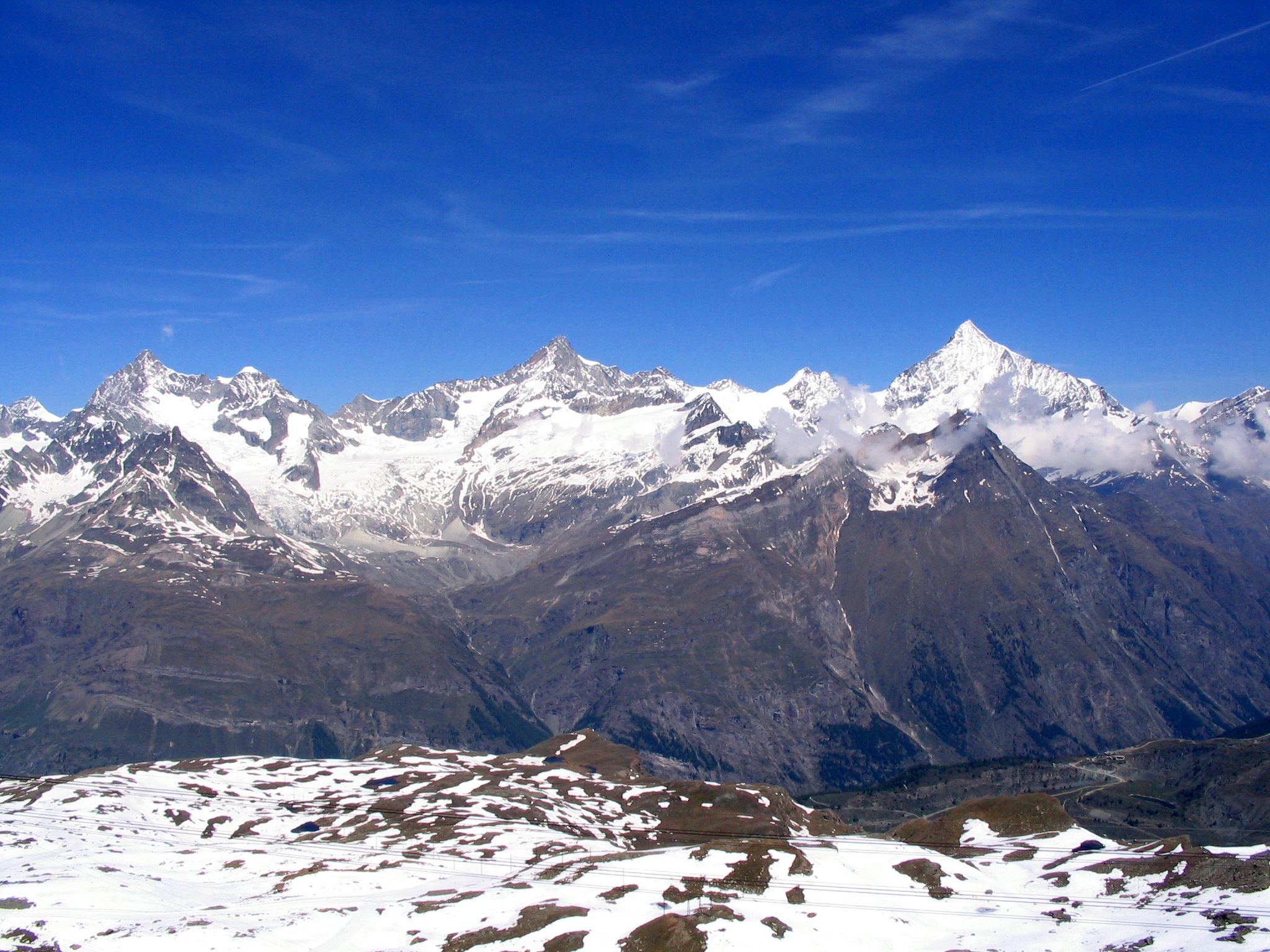
Blick von Osten auf die Weisshorngruppe mit (v. l. n. r.) Ober Gabelhorn, Zinalrothorn und Weisshorn

| - Dufourspitze, Hauptgipfel des Monte Rosa, höchster Grenzgipfel der Schweiz und einer der Seven Second Summits - Nordend des Monte Rosa - Zumsteinspitze des Monte Rosa - Signalkuppe (Punta Gnifetti) des Monte Rosa - Dom, Hauptgipfel der Mischabel, höchster Berg, der mit seiner kompletten Basis innerhalb der Schweiz liegt - Liskamm Ostgipfel - Weisshorn, Hauptgipfel der Weisshorngruppe - Täschhorn der Mischabel - Liskamm Westgipfel - Matterhorn, einer der bekanntesten Berge der Welt - Parrotspitze des Monte Rosa - Dent Blanche - Ludwigshöhe des Monte Rosa - Nadelhorn der Mischabel - Lenzspitze der Mischabel - Stecknadelhorn der Mischabel - Castor - Zinalrothorn der Weisshorngruppe - Hohberghorn der Mischabel - Alphubel der Mischabel - Rimpfischhorn der Mischabel - Strahlhorn der Mischabel - Dent d’Hérens - Breithorn Westgipfel - Breithorn Zentralgipfel - Bishorn der Weisshorngruppe - Breithorn Zwillinge-West - Breithorn Zwillinge-Ost - Pollux - Breithorn Roccia Nera - Ober Gabelhorn der Weisshorngruppe - Dürrenhorn der Mischabel - Allalinhorn der Mischabel |

### Das Mattertal in 3D

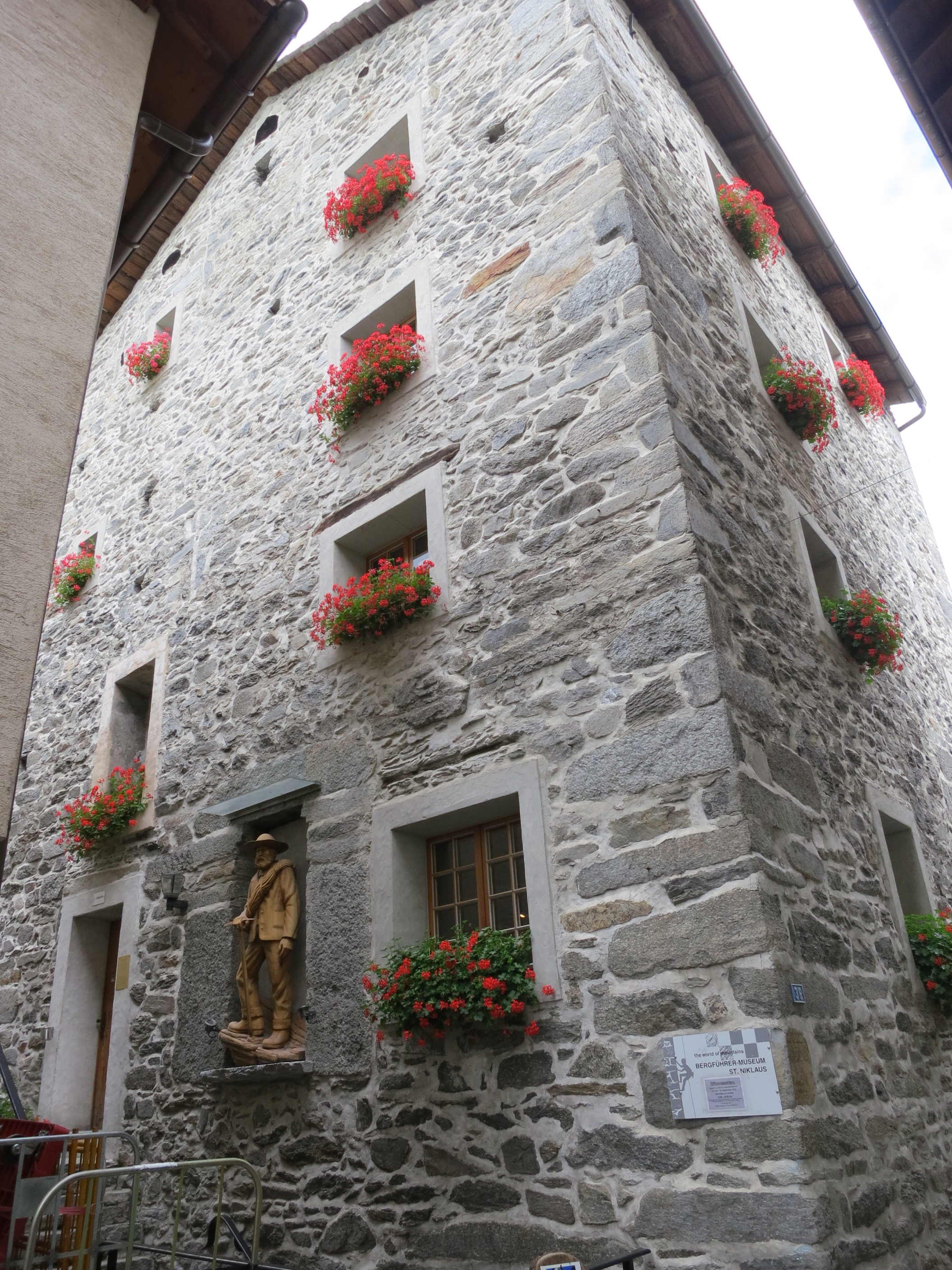
Ansicht Süd- (links) und Ostseite des Meierturms, der heute das im Jahre 2000 eröffnete Bergführermuseum beheimatet.

Auf den zwei Computerstationen des Bergführermuseums in St. Niklaus Dorf bewegt man sich frei zwischen den Bergen des Mattertals oder wählt eines der vorgeschlagenen Panoramen. Verknüpft mit der Liste der Erstbesteigungen gelangt man zu den ortsrelevanten Informationen. Dieser Programmteil ist ein Novum und konnte in der Zusammenarbeit mit Spezialisten des Instituts für Kartographie der ETH Zürich und dem Bundesamt für Landestopographie erstellt werden. Dabei integriert die Multimedia-Produktion des Bergführermuseums den Panoramateil des Moduls «3D-Topografie» des Instituts für Kartographie der ETH Zürich, wobei den Panoramaansichten Hyperlinks unterlegt wurden, welche die Navigation zwischen 3D- und 2D-Teil sicherstellen.

### Munizipalgemeinden
Die folgenden Munizipalgemeinden haben Anteil am Mattertal (von Nord nach Süd):
- Stalden
- Törbel
- Embd
- Grächen
- St. Niklaus
- Randa
- Täsch
- Zermatt

St. Niklaus Dorf ist der Hauptort des Tals. Nikolaus von Myra ist der Schutz- und Namenspatron sowohl des Mattertals (daher auch Nikolaital) als auch von St. Niklaus.
Der historische Kern der Ortschaft Täsch (1449 m) liegt direkt auf der Talsohle. Die Ortskerne von Zermatt (1608 m), Randa (1406 m), St. Niklaus (1120 m) und Stalden (795 m) liegen jeweils etwas oberhalb der Sohle. Grächen (1619 m), Embd (1356 m) und Törbel (1502 m) liegen deutlich oberhalb der Talsohle auf plateauartigen Absätzen der Talflanke oder in relativ steiler Hanglage.

## Ältestes Gebäude und erstes bekanntes Hotel
Ende des 13. Jahrhunderts wurde der heute noch existierende Meierturm in St. Niklaus Dorf erbaut. Die dendrochronologische Untersuchung am Mittelträger der Kellerdecke ergab die Jahreszahl 1273. Der alte Steinturm ist das älteste noch erhaltene Gebäude im Mattertal, vermutlich der ganzen Region. Er beherbergt heute das weltweit erste Bergführermuseum.
Felix Platter berichtet im Jahre 1563 über den Besuch der Wirtschaft in St. Niklaus. Hierbei handelt es sich um das Hotel Kreuz / Croix.

## Bilder

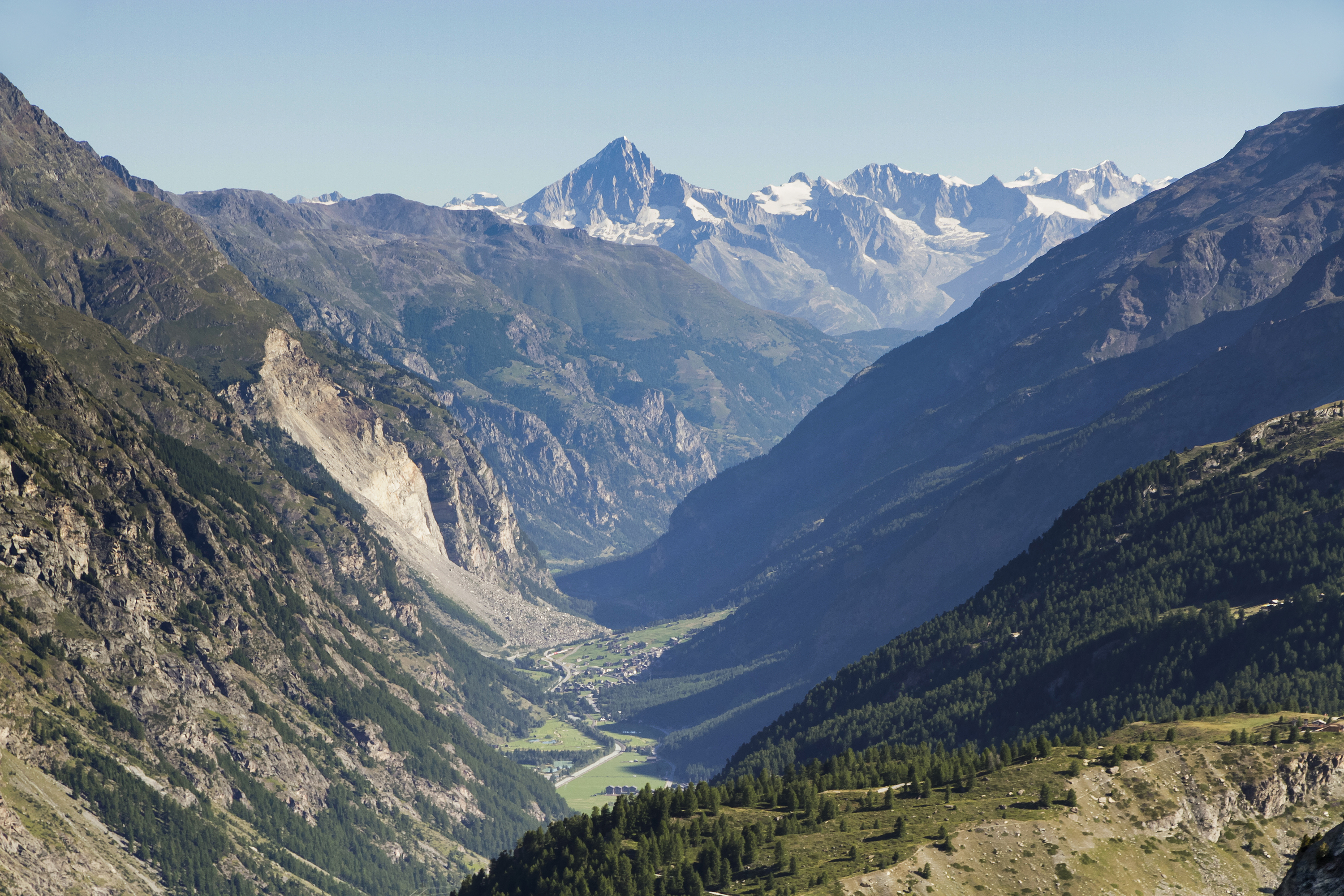
Mattertal. Bildmitte Randa. Im Hintergrund Berner Alpen mit Bietschhorn.
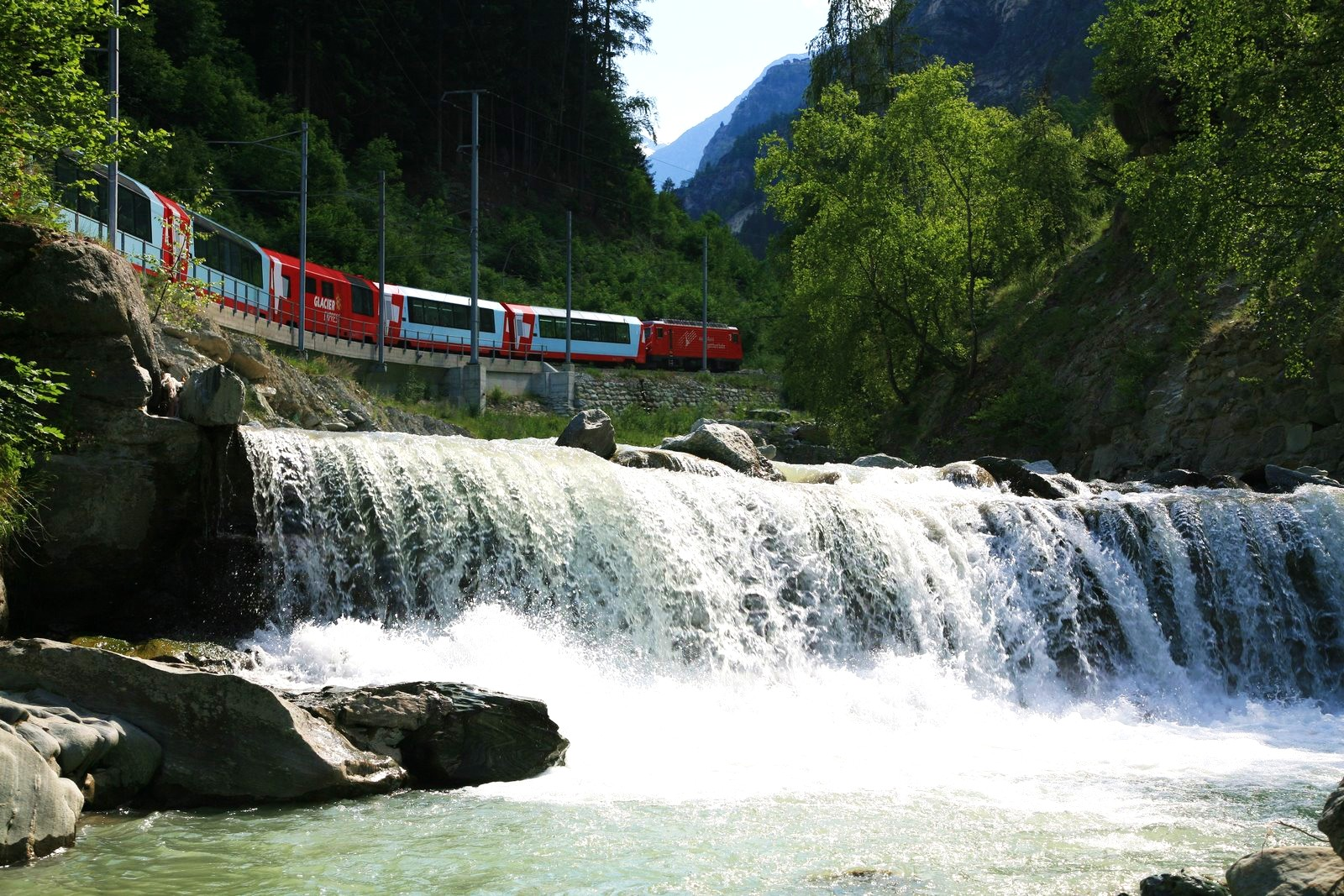
Der Glacier-Express vor St. Niklaus Dorf.
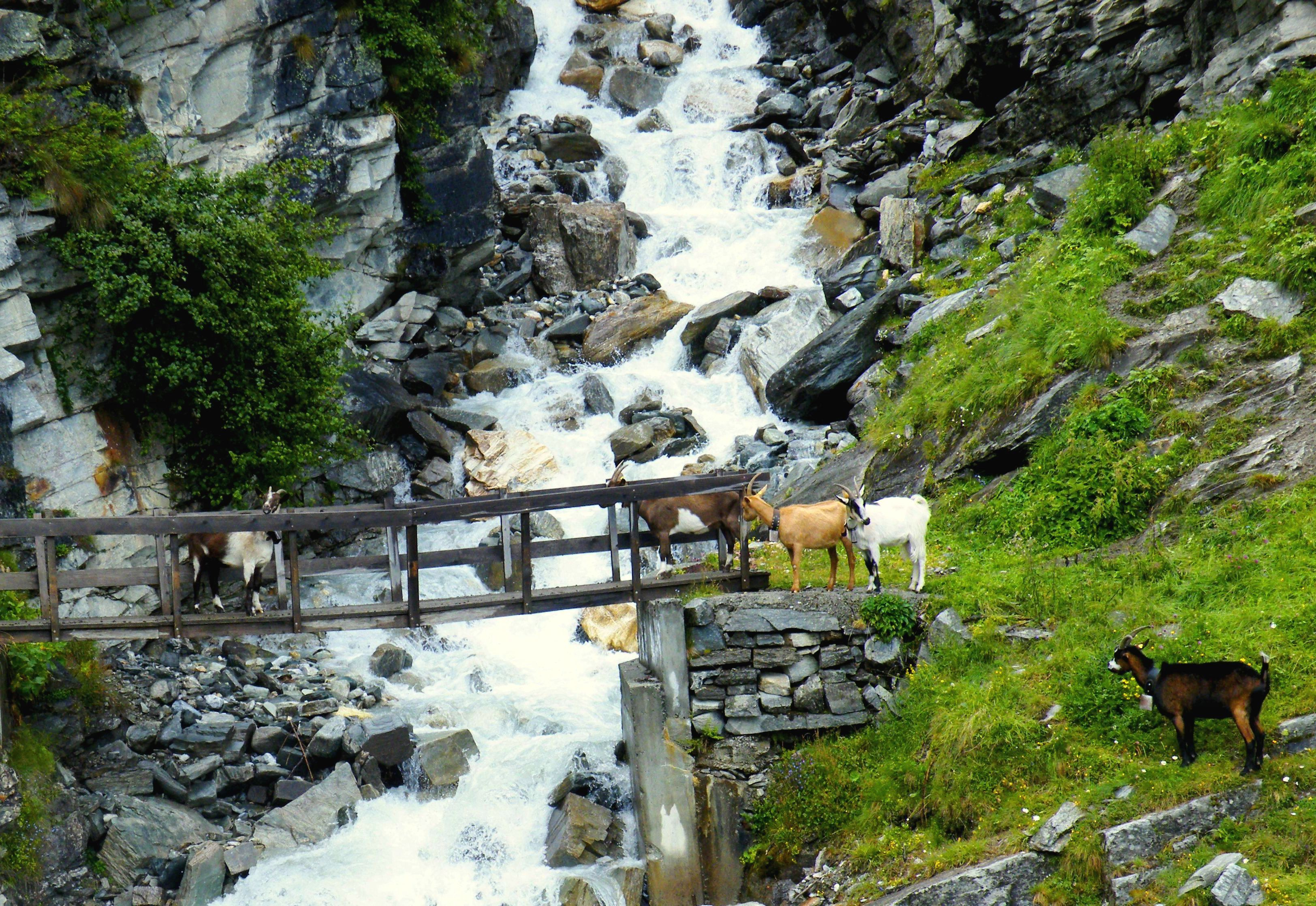
Hausziegen auf und bei der Holzbrücke über den Jungbach des Wanderwegs von St. Niklaus Dorf auf die Alp Jungen (Jungerweg).
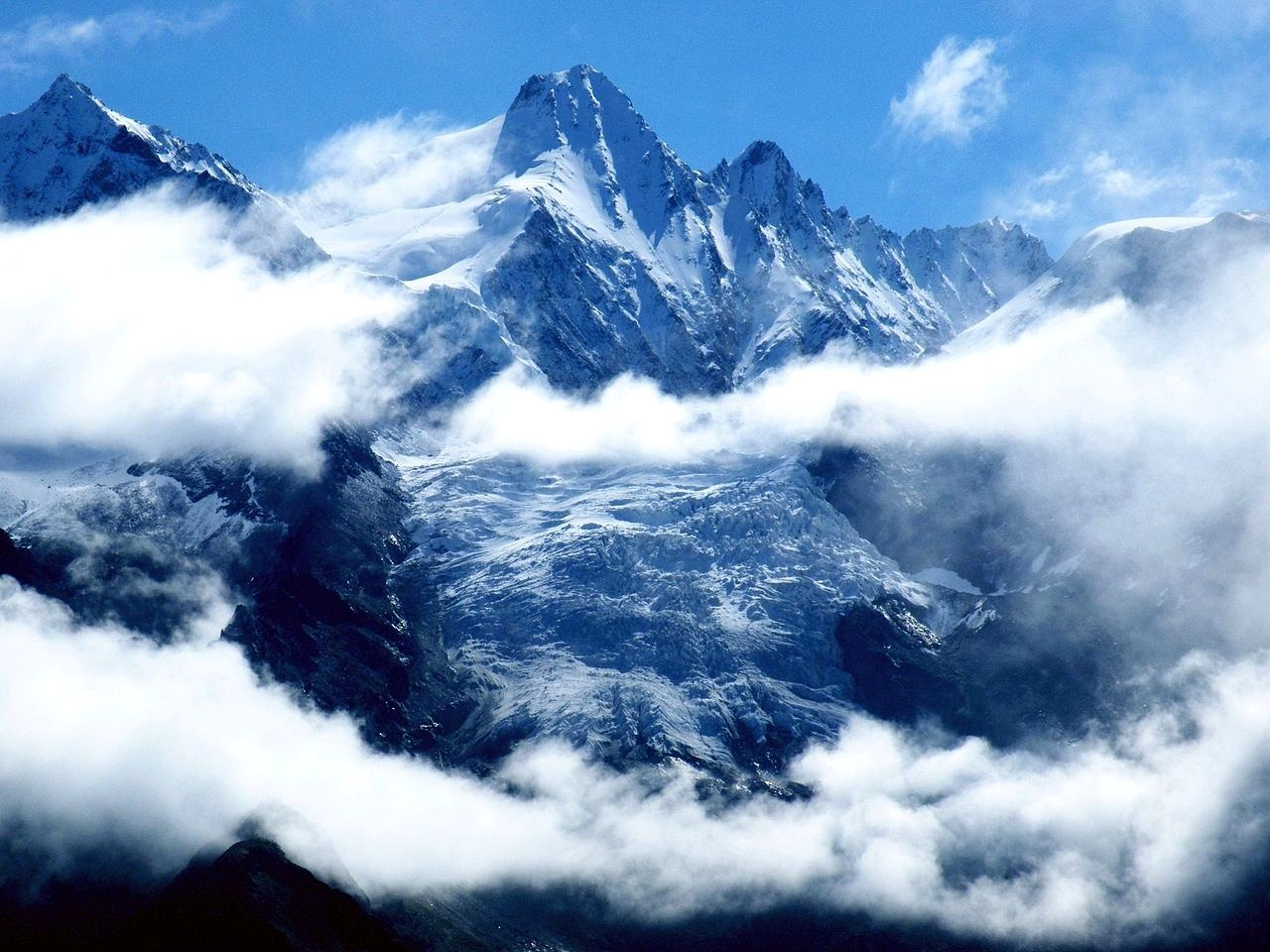
Blick vom Weisshornweg.
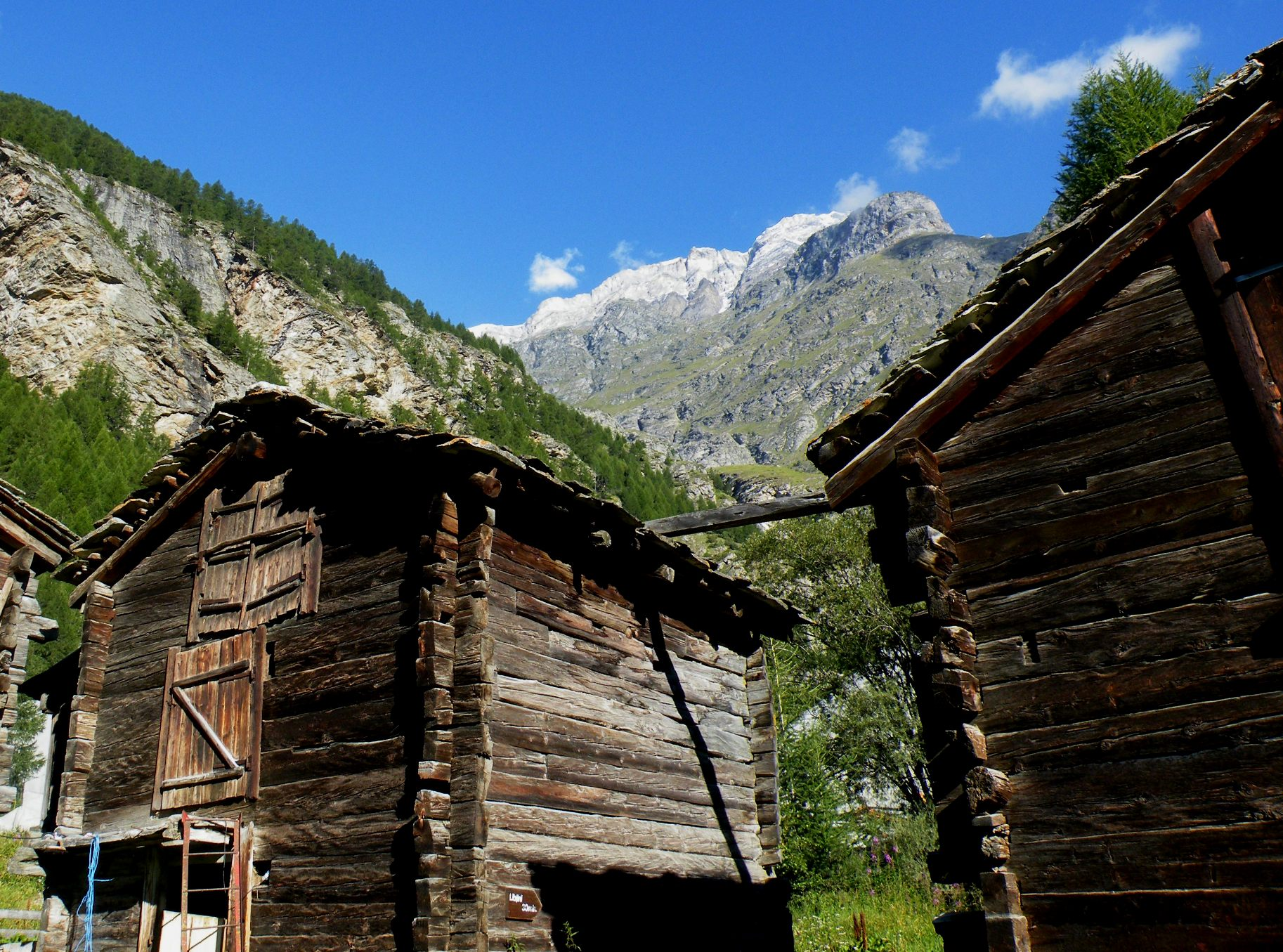
Alte Gebäude bei Randa.
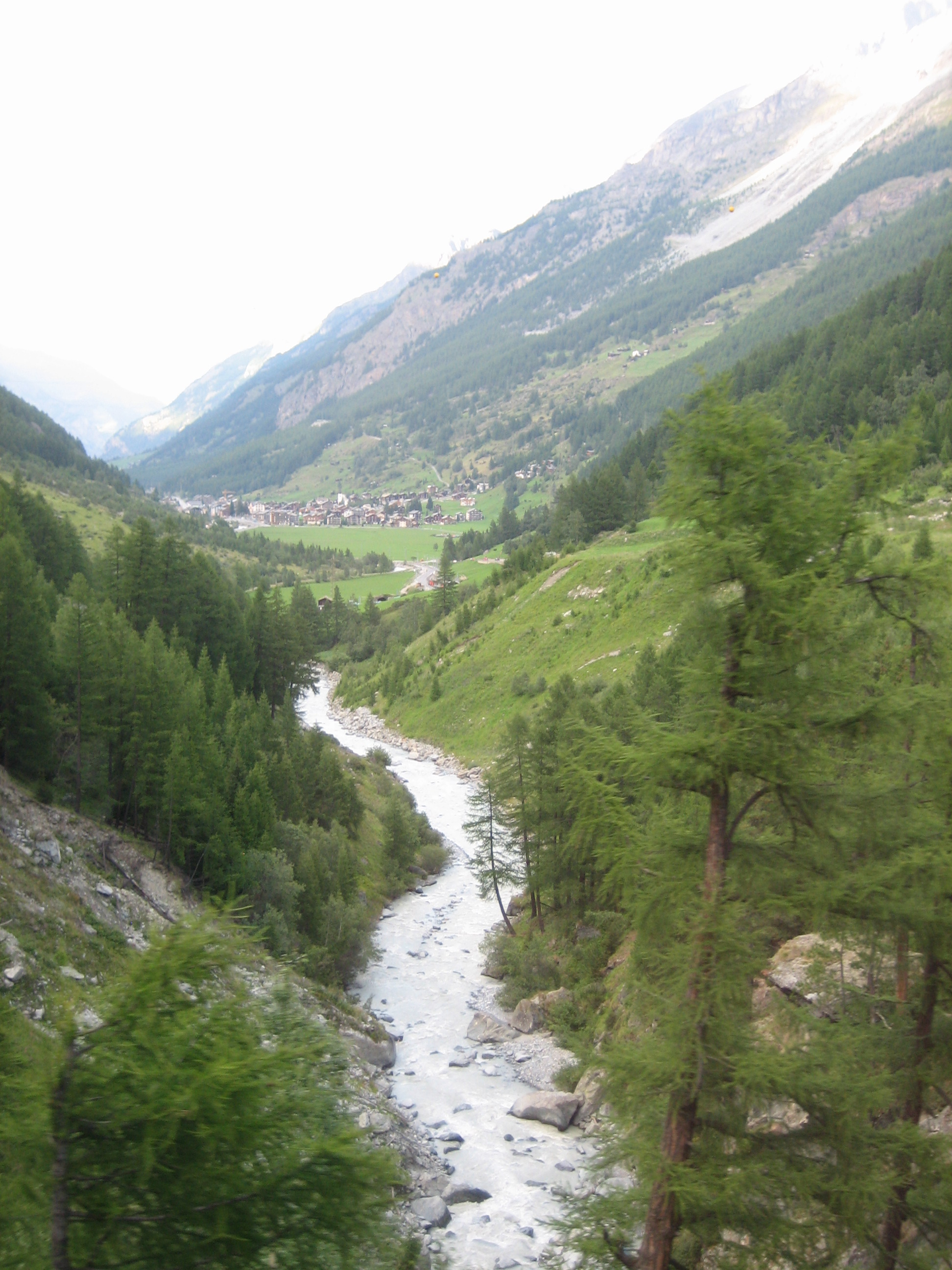
Blick aus der Zermatter Schlucht abwärts auf Täsch.
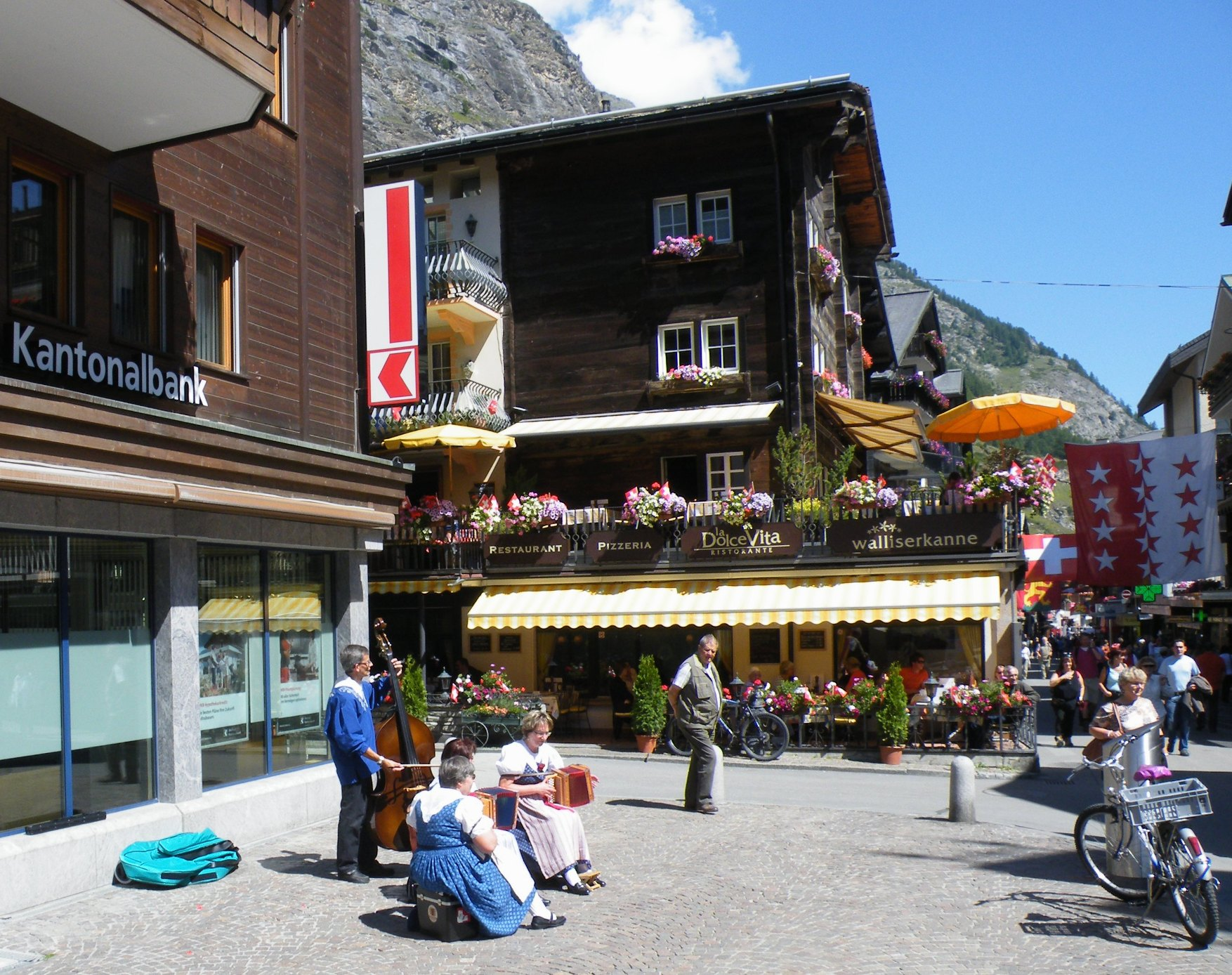
Volksmusikanten in Zermatt.